# Правова демократія
Демократія (від грец. demokratia (demos — народ і kratos — влада),  що етимологічно трактується як влада народу — цивілізаційна форма організації суспільства та влади, що ґрунтується на забезпеченні максимально  можливої свободи людини, визнанні народу єдиним джерелом влади, створенні рівних для людей правових можливостей участі в управлінні суспільством та прозорості державного управління, системи контролю за владою, верховенстві права та системі механізмів стримування і противаг проти  концентрації, монополізації та інших форм узурпації влади, проявів тоталітаризму, диктатури, тиранії, олігархату, охлократії. Стандарт демократії — «правління народу, народом, для народу» 
Libertas est potestas faciendi id, quod jure licet (Свобода — це можливість робити дозволене правом). Загальний закон – це свобода, яка закінчується там, де починається свобода іншого (В. Гюго).
Сама по собі демократія не є свободою (хіба що для того невизначеного загалу, яким є більшість «народу»), але вона  становить одну з найважливіших гарантій свободи, – слушно зазначає дослідник американської демократії Ф. А. Хайєк. Як єдиний із досі винайдених способів мирної зміни влади вона є однією з тих найвищих, хоча й негативних, цінностей, які можна порівняти з запобіжними засобами проти чуми: попри їх ефективність ми навряд чи їх усвідомлюємо, але їх відсутність може виявитися смертельно небезпечною. 
Розвиток демократії передбачає реалізацію принципів народовладдя як системотворчого принципу демократичної держави, гласності, свободи слова, незалежності засобів масової інформації та  заборони цензури, поділу і децентралізації влади, формування цивілізованого виборчого права, правової культури, політичної, економічної та ідеологічної багатоманітності, створення умов для ефективного функціонування структур громадянського суспільства.
Для розбудови правової держави в Україні важливо забезпечити втілення доктрини правової демократії, автором концепту якої є доктор політичних наук П. В. Мироненко. 
Правова демократія (грец. νομική δημοκρατία, англ. legal democracy) , — за визначенням П. В. Мироненко, — модель державно-суспільного устрою, згідно з якою: 1)засади функціонування державності ґрунтуються на стійкій соціально-політичній згоді соціуму і влади, що передбачає правління більшості при забезпеченні прав меншості; 2) право системно забезпечує регулювання взаємодії суб'єктів політики та рівність усіх членів суспільства перед законом (верховенство права). Правова демократія, як форма співіснування соціуму і влади, мінімізує головну суперечність демократії між ідеєю повновладдя народу і неможливістю її всеосяжного втілення.
Україна сьогодні потребує реформ державності на засадах правової демократії, яка закріплювала б взаємодію влади і людини на основі  міжнародних стандартів прав людини. 
О. В. Скакун зазначає, що  права людини набули цінності, яка належить усьому міжнародному співтовариству, і отримали обґрунтування в міжнародному праві як правовий стандарт, до якого повинні прагнути всі народи і держави.
 Право виступає мірою свободи і зміст його в тому, щоб узгодити свободу окремої людини зі свободою інших членів суспільства, дотримуючись принципу рівності. Право виступає як засобом забезпечення свободи, так і істотним засобом обмеження неузгоджуваних з суспільними потребами і уявленнями людей про добро і справедливість рівня свободи і обсягу влади. Встановлювані заборони й обмеження повинні бути доцільними з погляду гарантій свободи, а, отже, і справедливими.
Головною метою принципу пропорційності є захист обсягу та змісту фундаментальних прав і свобод особи від свавільного впливу з боку публічних органів, а саме від їх надмірного впливу (у тому числі дискреційного характеру), необґрунтованої дискримінації, неналежного виконання ними своїх обов’язків щодо захисту цих прав і свобод. Водночас принцип пропорційності має сприяти балансуванню публічних і приватних інтересів, що є найбажанішим результатом його використання.
Конституція України  закріплює такі засади правової демократії:  "Права і свободи людини та їх гарантії визначають зміст і спрямованість діяльності держави. Держава відповідає перед людиною за свою діяльність. Утвердження і забезпечення прав і свобод людини є головним обов'язком держави"( ч. 2 ст. 3);  "Правовий порядок в Україні ґрунтується на засадах, відповідно до яких ніхто не може бути примушений робити те, що не передбачено законодавством. Органи державної влади та органи місцевого самоврядування, їх посадові особи зобов'язані діяти лише на підставі, в межах повноважень та у спосіб, що передбачені Конституцією та законами України" ( ст. 19); "Усі люди є вільні і рівні у своїй гідності та правах. Права і свободи людини є невідчужуваними та непорушними" (ст. 21); "Конституційні права і свободи гарантуються і не можуть бути скасовані. При прийнятті нових законів або внесенні змін до чинних законів не допускається звуження змісту та обсягу існуючих прав і свобод" ( ст. 22);  "Кожен зобов'язаний неухильно додержуватися Конституції України та законів України, не посягати на права і свободи, честь і гідність інших людей"  (ст. 68).
Генеральна Асамблея ООН 10 грудня 1948 року, проголошуючи Загальну декларацію прав людини, у преамбулі якої зазначила: «…Беручи до уваги, що зневажання і нехтування правами людини призвели до варварських актів, які обурюють совість людства, і що створення такого світу, в якому люди будуть мати свободу слова і переконань і будуть вільні від страху і нужди, проголошено як високе прагнення людей; і беручи до уваги, що необхідно, щоб права людини охоронялися силою закону з метою забезпечення того, щоб людина не була змушена вдаватися як до останнього засобу до повстання проти тиранії і гноблення».